# The Burning Hills
The Burning Hills is een Amerikaanse western uit 1956 onder regie van Stuart Heisler. De film is gebaseerd op het gelijknamige boek van Louis L'Amour, is opgenomen in CinemaScope en werd destijds in Nederland uitgebracht onder de titel Heuvels in vlammen.

## Verhaal
Nadat zijn broer is vermoord en diens paarden zijn gestolen, zint Trace Jordan op wraak. Hij zoekt vergelding in het dorpje Esperanza, waar het volgen van de karrensporen hem brengt naar het kantoor van Joe Sutton. Hoewel Sutton wordt beveiligd door meerdere handlangers, is Trace in staat om hem te verwonden met een pistool. Sutton overleeft het incident en zint op wraak. Sutton stuurt verschillende handlangers - onder wie zoon Jack - op pad om Trace te vermoorden. Hij vreest dat Trace in een nabijgelegen dorp de wet zal inschakelen om een einde te maken aan corruptie in Esperanza. Trace slaat op de vlucht en wordt gedekt door de jonge mondige Mexicaanse Maria Colton.

## Rolverdeling
| Acteur        | Personage    |
| ------------- | ------------ |
| Tab Hunter    | Trace Jordan |
| Natalie Wood  | Maria Colton |
| Skip Homeier  | Jack Sutton  |
| Eduard Franz  | Jacob Lantz  |
| Earl Holliman | Mort Bayliss |
| Claude Akins  | Ben Hindeman |
| Ray Teal      | Joe Sutton   |